# Alfred Koch
Alfred Reingoldowitsch Koch (tiếng Nga: Альфред Рейнгольдович Кох, sinh ngày 28 tháng 2 1961 in Syrjanowsk, Cộng hòa Xã hội chủ nghĩa Xô viết Kazakhstan) là một kinh tế gia, chính trị gia, nhà văn và doanh nhân Nga, có quốc tịch Đức. Alfred Koch từng là Phó Thủ tướng dưới thời Tổng thống Jelzin và là một trong những kiến trúc sư của việc tư nhân hóa ở Nga với tư cách là đồng minh của nhà cải cách kinh tế Anatoly Borisovich Chubais.
Con gái của ông, Olga Koch là một diễn viên hài, nhà văn và nữ diễn viên và sống ở Vương quốc Anh.

## Tiểu sử
Alfred Koch sinh ra ở Kazakh SSR, có cha gốc Đức và mẹ người Nga. Cha của ông, Reinhold Koch, đến từ một làng thực dân Đức Michaelsfeld, hiện là Dschiginka, ở Kavkaz. Koch học đại học ở Togliatti vào năm 1978 và kết thúc vào năm 1983 tại Viện Tài chính và Kinh tế Leningrad (Sankt Petersburg) với bằng về điều khiển học kinh tế. Koch đã nhận bằng tiến sĩ trong lĩnh vực điều khiển học kinh doanh vào năm 1987 và được Anatoli Tschubais đánh giá cao, sau đó ông là trợ lý nghiên cứu tại Viện nghiên cứu Leningrad "Prometeus". Từ năm 1988 đến năm 1990, ông là giảng viên của Điện tử vô tuyến tại Viện Bách khoa Leningrad trong Khoa Kinh tế và Quản trị.
Năm 1990, Koch được bầu làm thị trưởng của quận Sestrorezk ở Sankt-Peterburg.
Từ năm 1991, ông đã làm việc với năng chức lãnh đạo trong các cơ quan tư nhân hóa. Vào ngày 17 tháng 3 năm 1997, ông cũng trở thành một trong những phó thủ tướng trong chính phủ Viktor Tschernomyrdin. Trong thời gian này, Koch đã nhận được một khoản phí 100.000 đô la cho một cuốn sách chưa được viết về lịch sử tư nhân hóa ở Nga. Sau khi bị cho rằng đây là các khoản thanh toán hối lộ ngầm cho Koch và các đồng tác giả của ông (bao gồm Anatoli Tschubais), Koch đã từ chức tất cả các chức vụ vào ngày 13 tháng 8 năm 1997.
Vào ngày 1 tháng 9 năm 1997, ông trở thành giám đốc hãng Montes Auri Ag, một công ty đầu tư, đầu tư vốn tư nhân Nga và nước ngoài vào các công ty Nga. Vào tháng 6 năm 2000, Alfred Koch chuyển sang quản lý Gasprom-Media, một công ty con của Tập đoàn Năng lượng Gazprom, và chỉ đạo việc tiếp quản đài truyền hình NTW bởi Gasprom-Media. Việc chuyển đổi đài này thành cơ quan tuyên truyền là một trong những lý do khiến ông ta tránh xa hệ thống Putin. Ông đã bàn giao văn phòng tại Gasprom cho Boris Jordan vào tháng 10 năm 2001 và trở lại vị trí giám đốc Montes Auri.
Vào tháng 2 năm 2002, Koch đã được Quốc hội Leningrad đề cử làm thành viên của Quốc hội Nga. Sau khi gặp kháng cự lớn chống lại cá nhân ông, ông phải rút lại, thôi ứng cử. Koch cũng là người đứng đầu chiến dịch bầu cử năm 2003 cho Liên minh quyền lực Pháp quyền. Sau thất bại trong cuộc bầu cử của họ, ông đã rút ra khỏi trường chính trị.
Năm 2006, Koch đã viết một trong những cuốn sách bán chạy nhất ở Nga một thùng rượu vodka (Ящик водки), một cuộc đối thoại với nhà báo Igor Swineseko về khoảng thời gian từ năm 1982 đến 2001. Bản dịch tiếng Anh được xuất bản vào mùa xuân năm 2009.
Vào năm 2008, ông đã tài trợ cho một luận điểm khoa học phản biện từng điểm việc không công nhận Holocaust theo tiêu đề "Từ chối sự từ chối" (Отрицание отрицания), với Pawel Poljan. Đó là cuốn sách đầu tiên về chủ đề này ở Nga. Koch là một nhà bình luận thường xuyên trong "Medwed", một tạp chí Nga dành cho đàn ông mà ông viết về lịch sử và các chuyến du lịch.
Theo tạp chí Der Spiegel, Koch là một "nhà phê bình sắc bén" chính sách đối ngoại của Putin trong cuộc khủng hoảng Ukraina và "rời khỏi Nga tới Đức vì sợ bị truy tố". Koch đã sống ở Đức từ năm 2013 và hiện đã được quyền công dân Đức.